# Xenochalepus dictyopterus
Xenochalepus dictyopterus es una especie de insecto coleóptero de la familia Chrysomelidae.
Fue descrita científicamente en 1832 por Perty.